# Skarzawa
Skarzawa (inaczej Skarżawa lub Skurzawa) – wzniesienie o wysokości 322 m n.p.m. położone na Wyżynie Częstochowskiej, w gminie Mstów, w okolicach wsi Małusy Małe.
Od północy wzgórze sąsiaduje z wąwozem o nazwie Jar Małuski. Ze wzgórza rozciąga się dobry widok.
Wschodnimi zboczami wzgórza, nieco poniżej szczytu wzniesienia, przebiega asfaltowa droga łącząca Mstów z Małusami Małymi, określana czasami jako Droga Małuska. Zachodnimi zboczami biegnie natomiast polna droga ze Mstowa do Brzyszowa zwana Drogą Brzyszowską.
Latem 2015 roku na wzgórzu przeprowadzono badania archeologiczne. W trakcie tych badań znaleziono między innymi fragmenty kości ludzkich. Prawdopodobnie szczątki te pochodziły od żołnierza niemieckiego (lub kilku żołnierzy) poległego w trakcie I wojny światowej i pochowanego w tym miejscu. Po zakończeniu działań zbrojnych zwłoki zapewne zostały ekshumowane i przeniesione na jeden ze zbiorowych cmentarzy wojennych, a w miejscu pierwotnej mogiły zostały tylko drobne szczątki.